# ایچیرو هاتویاما
ایچیرو هاتویاما (انگلیسی: Ichirō Hatoyama؛ زاده ۱ ژانویهٔ ۱۸۸۳ – درگذشته ۷ مارس ۱۹۵۹)  نخست‌وزیر ژاپن اهل ژاپن بود.